# Ulcinj
Ulcinj ([ǔlt͡siɲ] serbio: Улцињ Ulcinj, albanés: Ulqin o Ulqini; en italiano: Dulcigno) es una ciudad situada al sur de la costa de Montenegro, junto a la frontera con Albania. Capital del municipio homónimo.

## Etimología
El historiador Tito Livio mencionó la ciudad, al igual que Plinio el Viejo, quien la llamó como Olcinium, su antiguo nombre Colchinium, «fundada por [los colonos de] Cólquida». (Olchinium quod antea Colchinium dictum est a Colchis conditum).

## Demografía
Su población era de unos 10 707 habitantes en 2011, siendo la mayoría de ellos de lengua albanesa y de religión musulmana. Igualmente existe una pequeña minoría católica y ortodoxa.

## Turismo
Además de su famoso centro histórico, donde puede verse la influencia musulmana en las numerosas mezquitas presentes, la ciudad es conocida por su playa, llamada Playa pequeña (Plazhi i vogël en albanés, o Mala Plaža en serbio).
La longitud de las playas de arena de Ulcinj, la mayor, Playa larga, de aproximadamente 13 kilómetros de largo, se ha convertido en marca comercial de la zona sur de la costa de Montenegro. Sin embargo, pocos turistas saben que en este lugar existe una playa, llamada Playa de las damas, en una pequeña bahía de guijarros, rocas ocultas, en la que por más de un siglo, las mujeres usan sus aguas medicinales como tratamiento de la infertilidad.